# Ligota (powiat ostrowski)

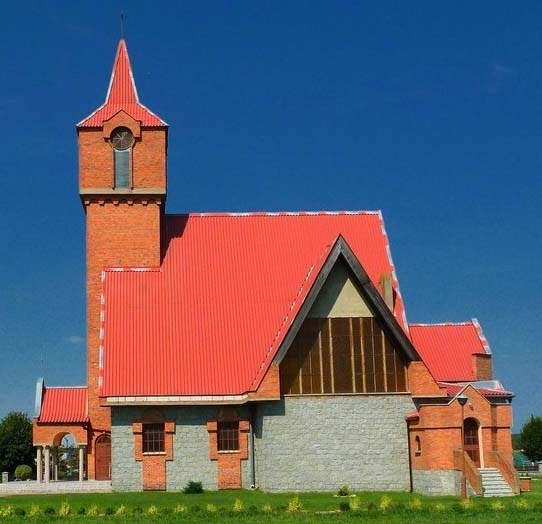
Kościół w Ligocie pod wezwaniem bł. Michała Kozala

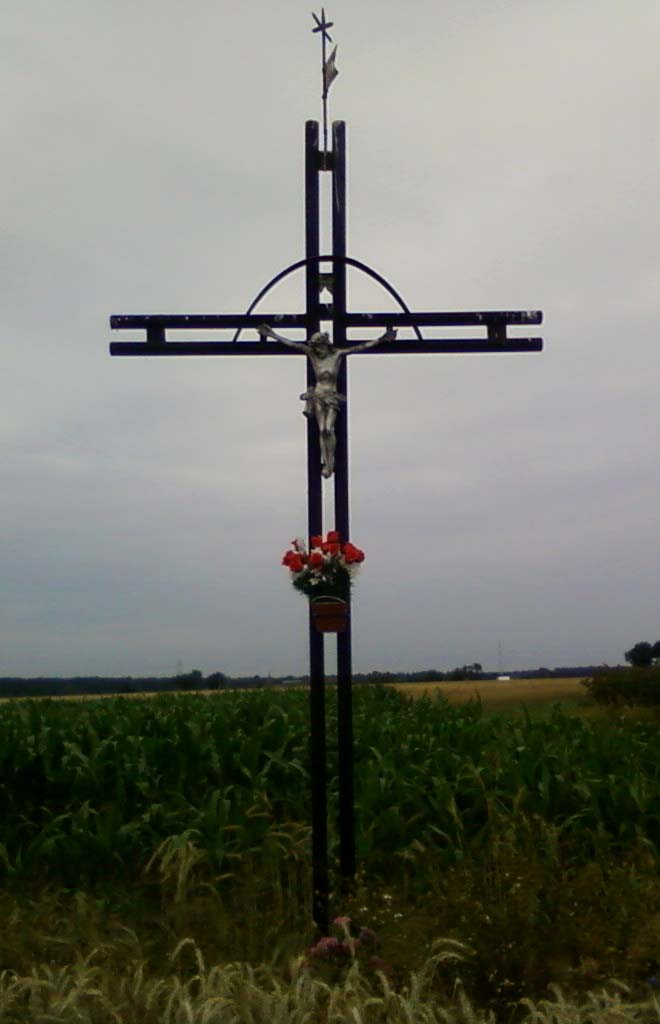
Ligota - Krzyż 1933 rok

Ligota – wieś w Polsce położona w województwie wielkopolskim, w powiecie ostrowskim, w gminie Raszków. Leży przy drodze powiatowej Ostrów Wielkopolski-Dobrzyca, ok. 20 km na północny zachód od Ostrowa Wlkp, nad rzeką Lutynią.
Znana od r. 1400. Miejscowość leżała w obrębie księstwa krotoszyńskiego (1819-1927), którym władali książęta rodu Thurn und Taxis. W okresie Wielkiego Księstwa Poznańskiego (1815-1848) miejscowość należała do wsi większych w ówczesnym pruskim powiecie Krotoszyn w rejencji poznańskiej. Ligota należała do okręgu krotoszyńskiego tego powiatu i stanowiła część majątku Korytnica, którego właścicielem był wówczas książę Maximilian Karl von Thurn und Taxis. Według spisu urzędowego z 1837 roku wieś liczyła 649 mieszkańców, którzy zamieszkiwali 77 dymów (domostw). Miejscowość ta posiadała także dwa wiatraki typu Koźlak oraz kuźnie mieszczącą się na terenie dzisiejszej sali wiejskiej.  
W roku 1906 została wybudowana szkoła podstawowa. Podczas II wojny światowej w budynku szkoły mieściły się koszary niemieckie. W wcześniejszym okresie szkoła w Ligocie zlokalizowana była w pobliżu skrzyżowania obecnych ulic Ostrowskiej z Przedszkolną. Budynek ten następnie pełnił funkcję domu dla nauczycieli, a później także częściowo biblioteki publicznej. 
W północnej części Ligoty przy granicy z miejscowością Bugaj stoi krzyż upamiętniający osoby zmarłe podczas wybuchu epidemii w 1933 roku na nieznaną jeszcze w tamtych czasach chorobę. 
Przed 1945 rokiem miejscowość położona była w powiecie krotoszyńskim w tym czasie w Ligocie na dzisiejszej ulicy Krotoszyńskiej funkcjonował Bar oraz istniała Piekarnia chleba. W okresie okupacji niemieckiej na terenie Ligoty cześć gospodarstw rolnych została przejęta przez rodziny niemieckie. W latach 1954–1972 wieś należała i była siedzibą władz gromady Ligota. W latach 1975–1998 w województwie kaliskim, w latach 1945-1975 i od 1999 w powiecie ostrowskim. 
W 1988 roku ks. Zygfryd Jabłoński wraz z mieszkańcami rozpoczął budowę kościoła pw. bł. Michała Kozala, ostateczne zakończenie budowy oraz poświęcenie przez ks. Biskupa Stanisława Napierałę nastąpiło w roku 1997. 
Do 1954 roku istniała gmina Ligota, w okresie tym na obecnej ulicy Przedszkolnej znajdował się posterunek Milicji Obywatelskiej, później budynek ten przekształcono w przedszkole, które funkcjonowało tam do 2001 roku. Przy obecnej ulicy Ostrowskiej w latach przedwojennych istniał cmentarz, który podczas II wojny światowej został zniszczony przez wojska niemieckie.  
W roku 1959 - 1960 do Ligoty został doprowadzony prąd. Budowę wodociągu oraz przyłącza do budynków wykonano w latach 1993 - 1996. Na ulicy Korytnickiej, Północnej oraz w połowie ulicy Krotoszyńskiej istniały sklepy spożywcze.  
Aktualna liczba mieszkańców według spisu z 2021 roku to 868 osób.  